# Fred Rodriguez
Fred Rodriguez (Bogotà, Colòmbia, 3 de setembre del 1973) és un ciclista estatunidenc, ja retirat, que fou professional del 1996 fins al 2015.
Es va formar a l'equip nacional dels Estats Units del 1992 al 1994 on coincidí amb altres ciclistes de la seva generació com Bobby Julich, George Hincapie, o Lance Armstrong.
Destacava per ser un bon esprintador, va aconseguir guanyar tres edicions del Campionat dels Estats Units en ruta i una etapa del Giro d'Itàlia de 2004. El 2000 va prendre part en els Jocs Olímpics d'Estiu de Sydney.

## Palmarès
- 1995
  - 1r a la Lancaster Classic
  - Vencedor d'una etapa a la Regio-Tour
- 1996
  - 1r a la International Cycling Classic
  - Vencedor de 2 etapes al Tour de Beauce
  - Vencedor d'una etapa a la Volta a la Xina
- 1997
  - Vencedor d'una etapa a la Redlands Bicycle Classic
  - Vencedor d'una etapa a la Volta a la Baixa Saxònia
- 1998
  - Vencedor de 2 etapes al Tour de Langkawi
  - Vencedor d'una etapa a la Volta a la Baixa Saxònia
- 1999
  - Vencedor d'una etapa al Tour de Langkawi
  - 1r a la Copa Sels
- 2000
  -  Campió dels Estats Units en ruta
  - 1r a la First Union Classic
  - Vencedor de 2 etapes a la Volta a la Baixa Saxònia
  - Vencedor d'una etapa a la Volta a Suïssa i la classificació per punts
  - Vencedor d'una etapa als Quatre dies de Dunkerque
- 2001
  -  Campió dels Estats Units en ruta
  - Vencedor d'una etapa al Tour de Luxemburg
- 2003
  - Vencedor d'una etapa a la Volta a Rodes
  - Vencedor de 2 etapes a la Volta a Geòrgia
- 2004
  -  Campió dels Estats Units en ruta
  - Vencedor d'una etapa al Giro d'Itàlia
  - 1r a la Wachovia Classic
- 2005
  - Vencedor d'una etapa al Gran Premi Internacional Costa Azul
- 2006
  - Vencedor d'una etapa a la Volta a Geòrgia
- 2007
  - Vencedor d'una etapa a la Volta a Geòrgia
  - Vencedor d'una etapa al Tour d'Elk Grove
- 2013
  -  Campió dels Estats Units en ruta

### Resultats al Tour de França
- 2000. 86è de la classificació general.
- 2001. Abandona.
- 2002. Abandona.
- 2003. Abandona.
- 2005. 132è de la classificació general.
- 2006. Abandona.
- 2007. Abandona.

### Resultats a la Volta a Espanya
- 2003. 116è de la classificació general
- 2006. 109è de la classificació general

### Resultats al Giro d'Itàlia
- 2004. 99è de la classificació general i guanyador d'una etapa